# El Peral
El Peral település Spanyolországban, Cuenca tartományban. El Peral Motilla del Palancar, Iniesta, Villanueva de la Jara, Pozorrubielos de la Mancha és Alarcón községekkel határos. Lakosainak száma 648 fő (2024).

## Népesség
A település népessége az utóbbi években az alábbiak szerint változott:
| Lakosok száma | 727  | 730  | 729  | 806  | 859  | 752  | 634  | 632  | 633  | 648  |
|               | 2001 | 2004 | 2006 | 2009 | 2011 | 2014 | 2016 | 2019 | 2021 | 2024 |